# Cantone di Briançon-Sud
Il Cantone di Briançon-Sud era una divisione amministrativa dell'arrondissement di Briançon.
A seguito della riforma approvata con decreto del 20 febbraio 2014, che ha avuto attuazione dopo le elezioni dipartimentali del 2015, è stato soppresso.

## Composizione
Comprendeva parte della città di Briançon e i comuni di:
- Cervières
- Puy-Saint-André
- Puy-Saint-Pierre
- Villar-Saint-Pancrace